# Mulagollapalli, Srinivaspur
Mulagollapalli là một làng thuộc tehsil Srinivaspur, huyện Kolar, bang Karnataka, Ấn Độ.